# 유분
유분(劉玢, 920년 ~ 943년 4월 15일(음력 3월 8일))은 오대 십국 시대 남한의 황제(재위: 942년 ~ 943년)이다. 원래 성명은 유홍도(劉弘度)이고, 유엄의 셋째 아들이다.

## 생애
빈왕(賓王)에 봉해졌다가 이후에 진왕(秦王)으로 고쳐졌다.
942년, 유엄이 중병에 걸렸다. 유엄은 유홍도와 진왕(晉王) 유홍희가 교오하고 방종하다는 이유로 어린 아들인 월왕(越王) 유홍창(劉弘昌)을 세우고자 하였으나, 신하들이 힘써 간하자 그만두었다. 오래지 않아 유엄이 죽고 유홍도가 뒤를 이었고, 이름을 유분으로 고쳤으며 연호를 광천(光天)으로 고쳤다. 같은 해, 순주(循州, 현재의 廣東龍川)의 변민(變民)들이 현리(縣吏) 장우현(張遇賢)을 군주로 추대하였다. 장우현은 중천팔국왕(中天八國王)을 칭하고 영락(永樂)으로 개원하였으며, 한순간에 남한의 동쪽 주현들 다수가 장우현의 공격을 받아 함락되었다.
유분은 교오하고 사치스러웠으며 황음무도했다. 유엄의 정령(停靈) 때도 거리낌 없이 음악을 연주하고 술을 마셨으며, 밤늦은 때 검은색 상복을 입고 외출하여 창기와 함께 하였으며, 또한 명령을 내려 남녀들이 벌거벗게 한 뒤 이를 보고 즐겼다. 정사는 폐해졌고, 민변(民變)은 갈수록 심해졌다. 좌우에 있는 사람들 중 그의 뜻을 거스르는 자가 있으면 즉시 죽였고, 유홍창과 내상시(內常侍) 오회은(吳懷恩)을 제거하였다. 사람들은 감히 권간하는 자가 없었고, 권간을 받아들였다 하더라도 이후에 다시 듣지 않았다. 유분은 또한 여러 동생들과 관원들을 시기하여 환관들을 불러 궁문을 지키게 하였고, 궁에 나아가는 사람은 옷을 벗고 조사를 받도록 한 뒤 들어올 수 있도록 했다. 이에 유홍희는 정변을 일으킬 뜻을 품었다.
유홍희는 유분이 각력(角力)을 좋아한다는 것을 알았고, 943년, 진도상(陳道庠)에게 명하여 역사(力士) 여러 명을 선발해 유분에게 알리게 하였다. 유분은 이를 듣고 크게 기분이 좋아져서 여러 왕들과 함께 장춘궁(長春宮)에서 모여 음주 연회를 열고 각력을 감상하였다. 저녁이 되어 연회가 끝났고, 유분은 크게 취하였는데 이때 유홍희가 역사들에게 유분을 잡아 흉곽을 쳐서 부러뜨려 죽이게 했다. 시호를 상제(殤帝)라고 하였다.